# Jain-myeon
Jain-myeon (koreanska: 자인면)  är en socken i Sydkorea. Den ligger i kommunen Gyeongsan i provinsen Norra Gyeongsang, i den sydöstra delen av landet, 255 km sydost om huvudstaden Seoul.